# 廣州足球公園
廣州足球公園，是中華人民共和國廣東省廣州市的一個专业足球场。其前身为恒大集团计划修建的广州恒大足球场，总投资120亿元人民币，预计容量10万人，于2020年4月16日开工建设。原计划在2022年竣工交付，但由於恒大爆发债务危机而无力建设，场地在2022年由廣州城投集團收購，并更名为广州足球公园。

## 背景
自广州恒大于2010年入主中国足坛以来，就多次希望能够改造或新建专业足球场。2011年，恒大方面就提出，将当时的主场越秀山体育场改建为专业足球场，以适应未来亚冠联赛的要求，但遭到广州市足协方面的拒绝。恒大集团董事长、广州恒大淘宝足球俱乐部投资人许家印在2011年曾经与国家体育总局等高层领导沟通过相关问题，后者询问能否由恒大集团出资修建专业足球场，许家印表示“可以，只要找到合适的位置、土地和城市”。
2013年，又有传言称广州恒大要将天河体育中心改造成为专业足球场。同年，有媒体援引消息人士表示，如果中国成功申办2015年至2018年世俱杯，广州恒大将斥资5亿建造专业球场，后期有报道指出，恒大曾经考虑与广州富力足球俱乐部联手拿下广州跑马场的地块用于修建专业足球场，并在未来成为双方的共有主场，但由于跑马场内许多物业产权和使用权不清晰，加之各种背后关系十分复杂，最终两家俱乐部没能如愿。但上述消息最终都没有得到官方证实。当年年末，恒大决定缓建专业球场，转而启动天河体育中心的扩容改造工程计划，斥资2000万元升级球场，其中包括在现有55,000个坐席的基础上再增加8,000个座位，以满足球迷观赛的需要。时任广州恒大足球俱乐部董事长的刘永灼就表示，“改造天体只是一个方案，作为俱乐部来讲，拥有自己的专业球场才是长远发展的目标。”
2014年6月，马云旗下的淘宝正式与许家印的广州恒大足球俱乐部达成合作，俱乐部迎来“恒大淘宝”时代。恒大集团也随之加快了建设专业球场的进程。2014年5月15日，广州市规划局受理一宗南站地块建设超大型足球场规划修改业务。广州市番禺区时任常务副区长陈德俊6月10日曾透露，广州恒大足球俱乐部欲在番禺兴建专业足球场。但对于具体时间，刘永灼表示还需要再和政府部门沟通一致。
2015年4月，广州市体育局对外公布了《广州市公共体育设施及体育产业功能区布局专项规划（2013-2020）》（草案），提出了“将在广州南站规划建设3至5万座位、面积为15.94公顷的大型专业足球场。”广州恒大淘宝在当年获得了中超联赛和亚冠联赛的冠军，但当赛季天河体育中心的草皮质量并无法让俱乐部高层满意，甚至还一度将俱乐部高层调离，因此再次传出了建设专业球场的声音，但仍然没有明确的进展。也在当年，广州市足球协会召开会议，会上广州市足协官员明确表示，政府会帮助恒大和同市的另一只中超球队广州富力足球俱乐部就球场地址选址，但不会出资。同时也有媒体透露，由于专业球场的选址、规划和建设周期较长，目前一系列事宜都没有最终敲定，广州南站附近很可能不是唯一的选择。对于恒大俱乐部的场地问题，广州市政府有关人士也回应称，广州恒大获得了天河体育中心20年的租赁权，未来短时间内不会迁出广州市。
2016年8月，上文提到的《广州市公共体育设施及体育产业功能区布局专项规划（2013-2020）》（草案）在广州市人大常委会会议上正式批准。这份文件中要求力争在2020年前于广州南站附近建成超大型专业足球场。但在之后相当长一段时间内，恒大专业足球场均不再有消息更新。
直至2018年年初，广州市足协有关负责人在接受媒体采访时表示，广州专业足球场的计划已经开始，并将在2018年年底落实。4月，有媒体发现，恒大足球俱乐部已将注册地址迁至番禺区石楼镇，有可能在当地兴建专业足球场。5月7日，广州市多部门联合印发《广州市足球场地设施规划建设实施方案（2017~2020年）》，其中明确指出将支持启动超大型足球场建设。8月29日，广州市番禺区政府官网刊登名为《广州南站正成为大湾区“黄金走廊”上的新高地》的文章，其中透露：“广州恒大俱乐部新主场已选址南站商务区东侧地块，该球场设计容纳人数超过6万人。”但该公告很快就被删除。有记者采访恒大内部人士，但后者表示对此事不知情。有媒体报道，因刘永灼离任，恒大总部搬离深圳，因此原先希望通过媒体争取建设专业足球场资源的恒大方面在此次事件上选择保持沉默，“既不愿意外界报道此事，也不愿意对此进行回应。”
2019年6月，亚足联正式宣布2023年亞足聯亞洲盃的举办国为中国，前者同时透露，中方将在包括广州在内的所有承办城市中建设9座专业足球场。12月1日，广州市足协主席谢志光在接受采访时透露，在经过广州市领导批准后，广州恒大新球场选址广州南站附近，并将很快动工。12月6日，广州市规划委员会会议审议通过广州南站周边地区控制性详细规划。规划显示，广州南站周边拟建达16公顷的超大型专业足球场。目前该足球场地块已完成土地收储，但该地块是否为广州恒大俱乐部新主场尚未得到最终的明确。
2019年12月23日，广州市番禺区政府官网发出《中共广州市番禺区委关于巡视整改进展情况的通报》，文件中透露，“恒大淘宝足球俱乐部新足球场项目落户南站地区，正在加快推进建设。”广州恒大淘宝专业足球场项目尘埃落定。

## 前期建设

### 土地出让
2020年3月17日，广州市规划和自然资源局以挂牌方式出让番禺区谢村体育设施地块及产业地块的国有土地使用权。该地块土地用途为商业用地兼容商务用地、体育用地，宗地面积499,113㎡，计容建面941,998㎡，挂牌起始价681,348万元，折合楼面价约7,233元/㎡，竞价出让时间为2020年4月16日10时起。但由于过于严苛的土地出让要求（如竞买人或其所属集团须为2019年《财富FORTUNE》杂志公布的世界500强企业；建成后一年内，竞得人须引进一家中国足球协会超级联赛俱乐部，并将本项目足球场作为其球队主场等），有媒体撰文指出，这块土地就是为广州恒大“量身定制”的。
2020年4月16日上午10时，恒大集团下属的全资子公司广州市番禺区裕垚房地产开发有限公司从土地拍卖市场以68亿的底价拿下这块位于番禺谢村的体育设施地块及产业地块。在竞拍过程中，恒大集团没有遇到任何对手，一举中标。

### 开工建设
2020年4月16日上午10时30分左右，即恒大集团竞得广州南站附近地块约半个小时后，恒大集团即在当地举行了广州恒大足球场的开工仪式。据媒体报道，这一速度也创造了“广州土地开发市场的新纪录”。广州市市长温国辉、副市长林道平，恒大集团董事局主席许家印、总裁夏海钧，以及广州恒大俱乐部主教练法比奥·卡纳瓦罗与队长郑智出席了开工仪式。
在开工仪式上，夏海钧表示，广州恒大足球场总投资超过120亿元，将在2022年之前竣工。此外，恒大集团未来还将在全国建设3-5个可容纳8-10万人的专业足球场。有媒体撰文称，广州恒大足球场的开工，标志着广州专业球场“零的历史”被打破。
5月7日，中国建筑第四工程局发布消息，该公司正式以全过程EPC建设模式中标广州恒大足球场项目，中标合同额约为43亿元。项目预计在2022年完工。
6月，球场旁建起了为“媒体球迷朋友”打造的观察施工进度的临时观光台，球迷可登高观看建设进展。
2021年8月26日，第一财经报道番禺恒大足球场及配套公寓已作价卖给广州城投。

### 恒大退出与复工
2021年11月，受恆大財務危機影響，廣州恆大足球場已由官方接手及準備出售。最終未有買家出價，該地皮可能由廣州城投收購。
2022年10月10日，广州城投以底价31.55亿元购得该地块，并将继续建设足球场。
2023年1月3日，广州恒大足球场更名为“广州足球公园”。11月9日，新设计方案公示，主题元素从“莲花”更改为“牙雕”，设计灵感来自于南越王墓出土透雕龙凤纹重环玉佩及广州牙雕工艺。
2024年10月，广州足球公园封顶。至次年6月底钢结构环桁架施工，正在进行施工索结构、土建砌筑、抹灰及机电管线工作。

## 概况

### 设计

最初始版本的球场设计方案

据媒体报道，在建设足球场前，恒大集团邀请了美国、德国、英国、澳大利亚等国家的8位顶级大师，设计了数十个方案，最终美国设计师、Gensler建筑设计事务所副总裁、设计总监哈桑·A·赛义德（Hasan.A.Syed）的方案胜出。与国外体育场普遍采用的椭圆造型不同，恒大足球场采用了类似荷花绽放的造型。
在恒大集团官方公布的设计说明中，广州恒大足球场将成为一个商业综合体，除足球场本身外，整个商业部分共计七层，从地下一层至六层，规划了儿童世界、国际美食、休闲餐饮、文化娱乐、体育运动、精品零售、教育培训、生活配套等8大业态122项品类，引入380多个国内外知名商业品牌，提供吃喝玩乐一站式服务。据媒体报道，恒大总裁许家印也参与了球场设计方案的构思审查及商业和业态的设计。
在经过长达数月的修改与论证之后，2020年7月3日，由Gensler建筑设计事务所调整后的广州恒大足球场设计方案得到广州市城市规划委员会地区规划及城市设计专业委员会全票通过。修改后的球场将是一座几何形态的建筑，不仅像“并蒂莲”，也像“钻石”。球场还使用了一系列高科技材料与技术运用。

### 规模
广州恒大官方公布的足球场总占地面积约15万平方米，总建筑面积约30万平方米，可容纳10万人。球场建成之后，将超越巴塞罗那足球俱乐部的主场诺坎普球场（可容纳99,354人），成为世界上规模最大的足球场。足球场将按照国际足联标准建设，设有16个VVIP包间、152个VIP包间、国际足联区、运动员区、媒体区、新闻发布厅等配套设施。恒大集团总裁夏海钧在开工仪式上表示，广州恒大足球场未来将成为“将成为媲美悉尼歌剧院、迪拜哈利法塔的世界级新地标”。
之后广州当地媒体曝出了球场的具体规模情况。球场位于南站片区的谢村制药及健康产业组团，规划为商业用地兼容商务用地、体育用地，总用地面积499113平方米，包括4个地块，足球场位于地块四。球场整体呈南北向布置，居场地中央。主入口设置在南北两侧，VVIP入口设置在西侧，VIP入口和次入口设置在东西两侧；4个车库出入口设置在东西两侧，其中西侧2车库出入口可供球员大巴和消防车出入。并设置4个下沉广场。球场地上7层、地下2层，总高度86米，设置有4850个机动车停车位，非机动车停车位2500个。

### 交通
广州恒大足球场建设规模为10万人，但其停车位仅有1万不到，可能无法满足球迷观赛需求。广州市体育局有关人士解释说，根据国际惯例，并不主张开车直接进入球场，普通观众的车大多停在一公里之外，球场内部停车位主要满足球员、工作人员的停车需求。番禺区方面也表示来看球更多要依靠公共交通。
轨道交通方面，距离球场最近的广州地铁站点为谢村站，在赛事期间难以承担大量人流的集散需求。在广州市政府有关部门的规划中，地铁22号线沿兴业大道敷设，计划在球场附近增设站点，下一步由发改委和地铁公司研究其可行性和必要性，但最后没有加站。

## 争议

### 外觀爭議
广州恒大足球场最初的“莲花”设计方案甫一推出，就引起了不小的争议，被網友戲稱為「番金蓮」。部分媒体表示了对恒大新足球场设计方案的支持，但也有包括建筑界专业学者在内的人士表示了对该球场设计方案的反对。中国大陆官方媒体大多以“凸显浓郁的中国文化特色”、“花朵状的球场无疑将成花城又一新地标”等词句对恒大足球场的设计予以了认可。但有相当数量的中国网民对广州恒大足球场的设计提出了批评与质疑。华中科技大学建筑与城市规划学院教授赵逵表示，广州恒大足球场“是中国建筑界的悲哀”。也有体育记者质疑恒大设计的球场可能无法保证观赛时的通风效果。
在公布广州恒大足球场开工建设之后3天，恒大集团于4月19日发布公告称，计划另建两座8万人足球场，并邀请球迷从6个初步方案中推荐2个。
4月22日，广州市规划和自然资源局表示，广州恒大足球场目前正处于多方案比选阶段，尚未进入建筑设计方案审查环节。恒大方面也表示，目前的荷花造型效果图仅为灯光秀初步概念方案，最终的设计效果要需要得到进一步完善。

### 球场效益
有媒体指出，广州恒大淘宝足球俱乐部自2015年上市以来连年亏损，在2018年以-18.29亿元创亏损新高。远不及足球运动发达国家成熟的国内足球消费市场可能无法消化新球场的运维成本。